# Усть-цилемы
Усть-цилёмы (также усть-ци́лемы) — самобытная старожильческая старообрядческая группа севернорусского населения в бассейне реки Цильма и низовьях Печоры (ранее Усть-Цилемская волость Печорского уезда Архангельской губернии, ныне — Усть-Цилемский район Республики Коми).

## История
Усть-цилёмы начали формироваться в середине XVI века из новгородских, пинежских и мезенских переселенцев после получения жалованной грамоты первопоселенцем Усть-Цилёмской слободы Ивашкой Ласткой. В формировании усть-цилёмов также участвовали соседние коми-зыряне.

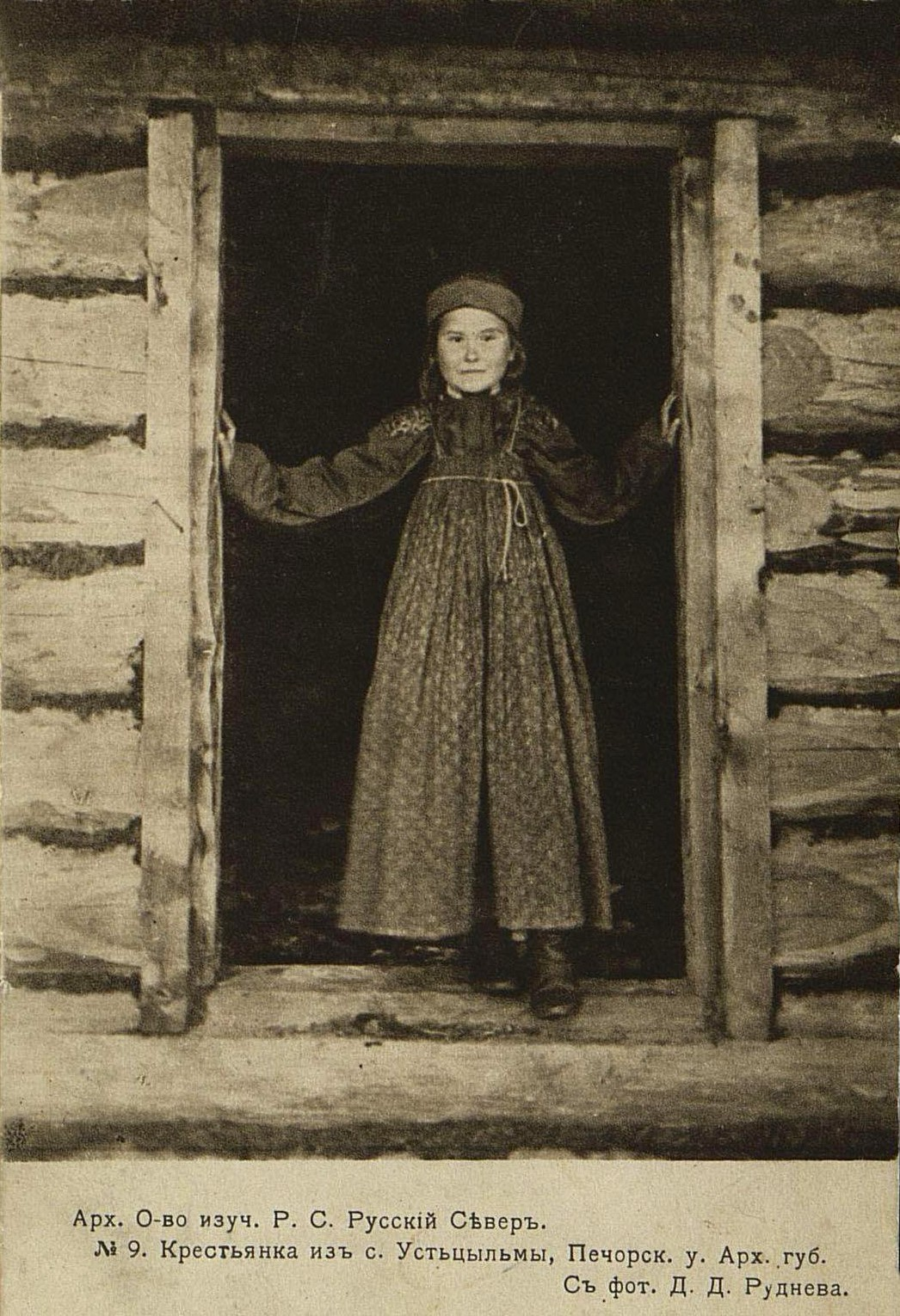
Крестьянка из села Усть-Цильмы Печорского уезда Архангельской губернии, 1900-е гг.

Конфессиональная специфика группы началась с массового переселения в Печорский край старообрядцев из центральных и северных губерний Российской империи с конца XVII века, что в первой половине XVIII века привело к установлению поморского беспоповского согласия в Усть-Цилёмском крае.

## Быт
Усть-цилёмы активно занимались отхожим животноводством и рыболовством, а также плотничеством на продажу, тесно взаимодействуя с соседними коми-ижемцами и ненцами, не исключая роль в конечном этногенезе первых в результате частичного переселения в Ижемский край. Начиная с XVIII века, усть-цилёмы активно торговали с Чердынью, Усть-Сысольском, Пинегой и Архангельском.

## Известные усть-цилёмы
- Чупров Владимир Иванович[коми] (1942—2015) — историк, педагог и общественный деятель[12].